# Siège d'Audenarde (1582)
- Chronologie de la guerre de Quatre-Vingts Ans
- Valenciennes
- Austruweel
- Rheindalen
- Heiligerlee
- Jemmingen
- Jodoigne
- Brielle
- 1er Flessingue
- Malines
- Goes
- Mons
- Haarlem
- 2e Flessingue
- Borsele
- Zuiderzee
- Alkmaar
- Leyde
- Reimerswaal
- Mook
- Lillo
- Zierikzee
- 1er Anvers
- 1er Bréda
- Gembloux
- Rijmenam
- 1er Deventer
- Maastricht
- 2e Bréda
- Açores
- 2e Anvers
- 3e Anvers
- Boksum
- Zutphen
- 1er Berg-op-Zoom
- Gravelines
- 3e Bréda
- 2e Deventer
- Groningue
- Huy
- 1er Groenlo1
- 2e Groenlo
- Turnhout
- Nieuport
- Ostende
- L'Écluse
- 3e Groenlo
- Saint-Vincent
- Gibraltar
- Saint-Vincent (1621)
- 2e Berg-op-Zoom
- 4e Bréda
- 4e Groenlo
- Matanzas
- Bois-le-Duc
- Abrolhos
- Slaak
- Maastricht
- 5e Bréda
- Cabañas
- Calloo
- Les Downs
- Saint-Vincent (1641)
- Hulst
- Cavite

Le siège d'Audenarde est un épisode de la guerre de Quatre-Vingts Ans, qui voit Alexandre Farnèse assiéger la ville d'Audenarde (alors dans le comté de Flandre et faisant partie des Pays-Bas des Habsbourg) du 19 avril au 5 juillet 1582.

## Contexte

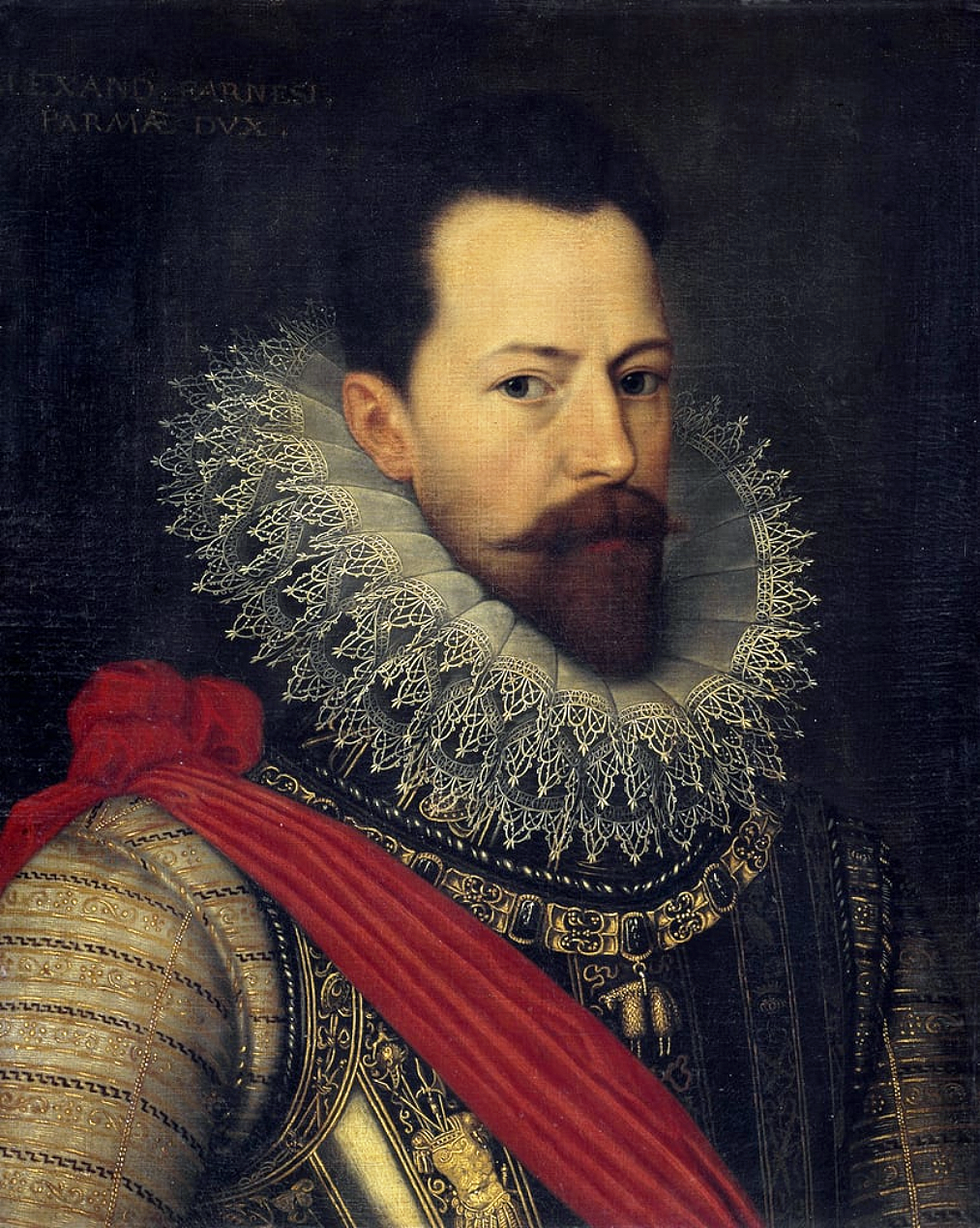
Alexandre Farnèse

Le duc de Parme s'est emparé du dernier bastion des États dans le comté de Hainaut le 20 octobre 1581 avec la prise de Tournai. L'armée des Flandres se compose de 56 550 fantassins et 4 500 cavaliers, ce qui coûte au roi 642 356 florins par mois. La majeure partie de l'armée étant en garnison, il ne peut donc pas amener plus de 30 000 hommes sur le champ de bataille. Le nombre de soldats que Farnèse a amenés avec lui en Flandre est inconnu. Il a déplacé la moitié de son armée dans le comté de Flandre et jeté son dévolu sur Audenarde. Lors du siège de Tournai, Parme a déjà fait explorer les environs d'Audenarde.
Audenarde est scindée en deux par l'Escaut, mais les deux parties sont reliées par un pont. Le duc de Parme a ordonné à certains supérieurs d'occuper des lieux stratégiques avec des péniches autour de la ville afin de couper la ville d'un éventuel secours de Gand. Pour cette raison, la localité de Gaveren, ancienne propriété de Lamoral d'Egmont, est capturée. Farnèse fait construire un pont sur l'Escaut pour bloquer Gand et le fait bien garder. De plus, il fait construire des lignes, qui sont surélevées en raison des hautes eaux. Il fait également espionner la ville et sait donc qu'il y a une petite garnison, composée principalement de soldats âgés et mariés. Enfin, du côté d'Alost, il fait élever des redoutes, car, les États ayant réussi à s'emparer de cette ville, un éventuel danger peut également surgir de là.
François de La Noue a amélioré les fortifications juste avant l'arrivée du duc de Parme : les murs de la ville sont fortifiés, sept ravelins sont construits autour de la ville, de sorte que la ville peut désormais être défendue hors des murs. La Noue s'est vanté que la ville était devenue imprenable, et l'avait surnommée « La Petite Rochelle », en référence au siège de La Rochelle de 1573. Lorsque Farnèse arrive, Audenarde n'est gardée que par une petite garnison de seulement 500 soldats, dirigée par Frederik van der Borcht, nommé par Guillaume d'Orange. Malgré la faible garnison, il se trouve aussi à l'intérieur des murs des civils, armés et combatifs, qui haïssent la foi catholique. De plus, de nombreux agriculteurs se trouvent également à l'intérieur des murs. Le 8 avril, le duc de Parme et son armée arrivent devant la ville.

## Le siège

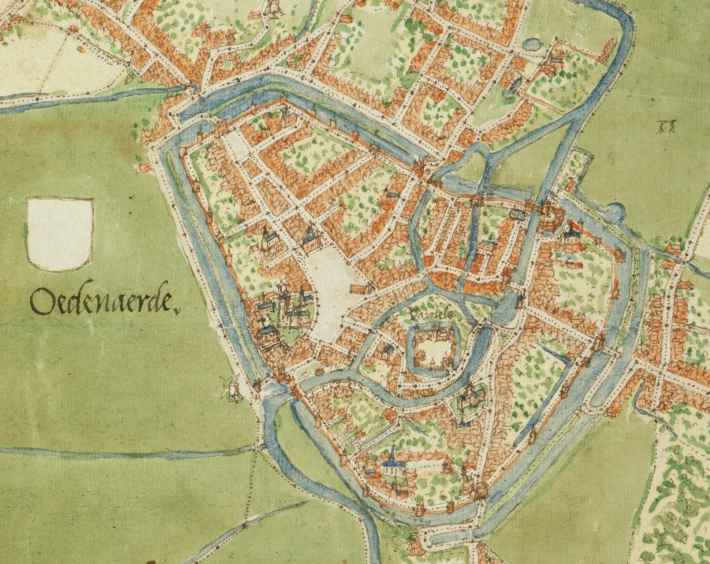
Audenarde sur la carte Deventer (vers 1558)

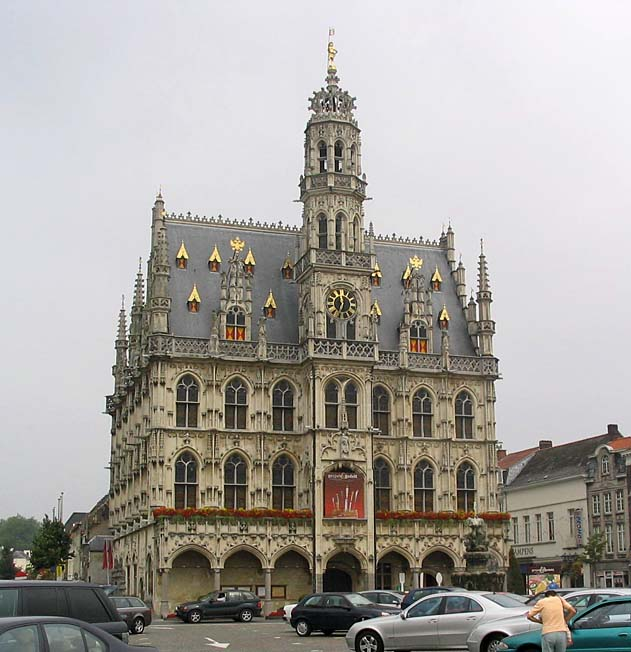
Hôtel de ville d'Audenarde (1525-1536)

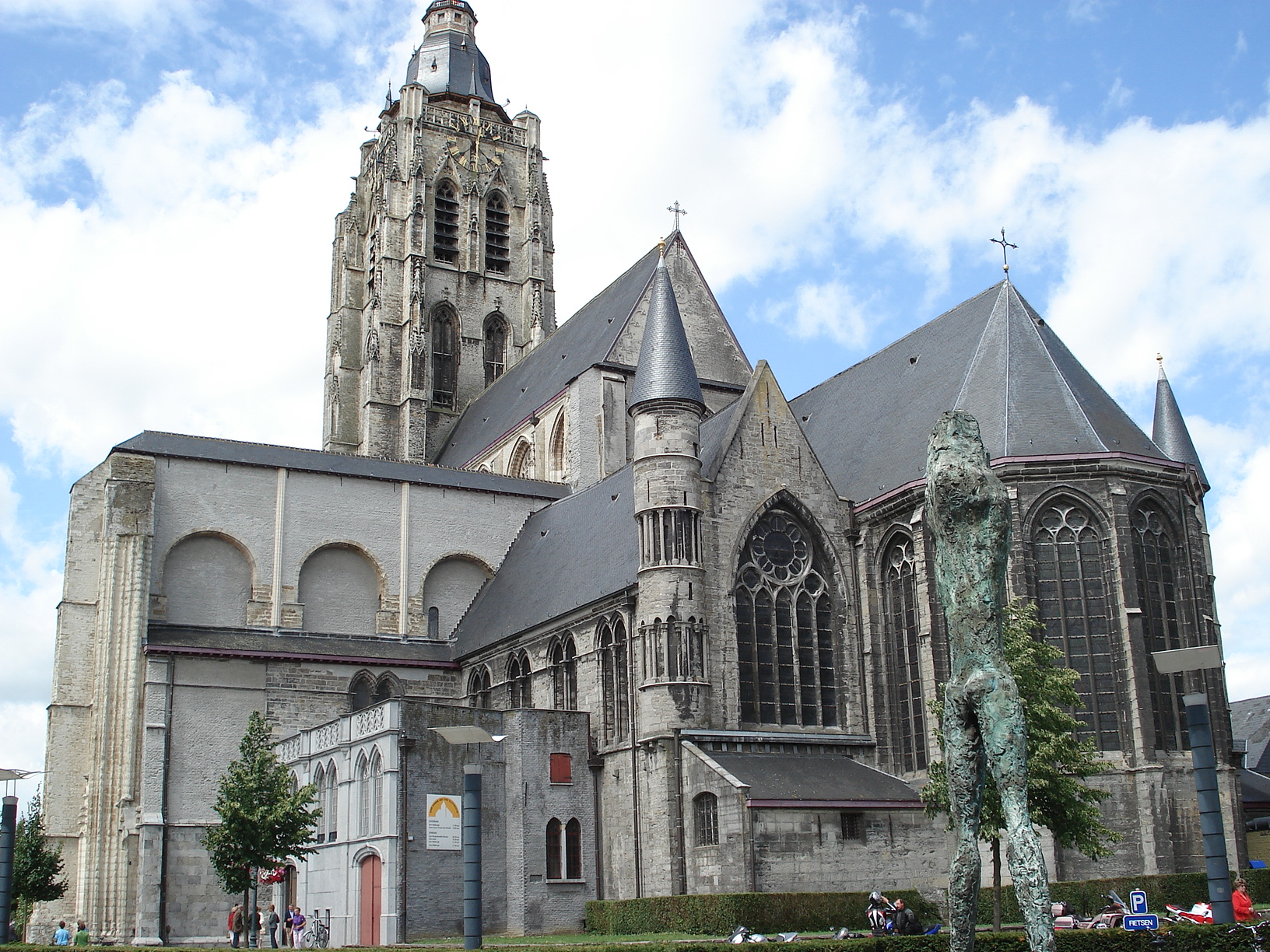
Église Sainte-Walburge (1150-1620)

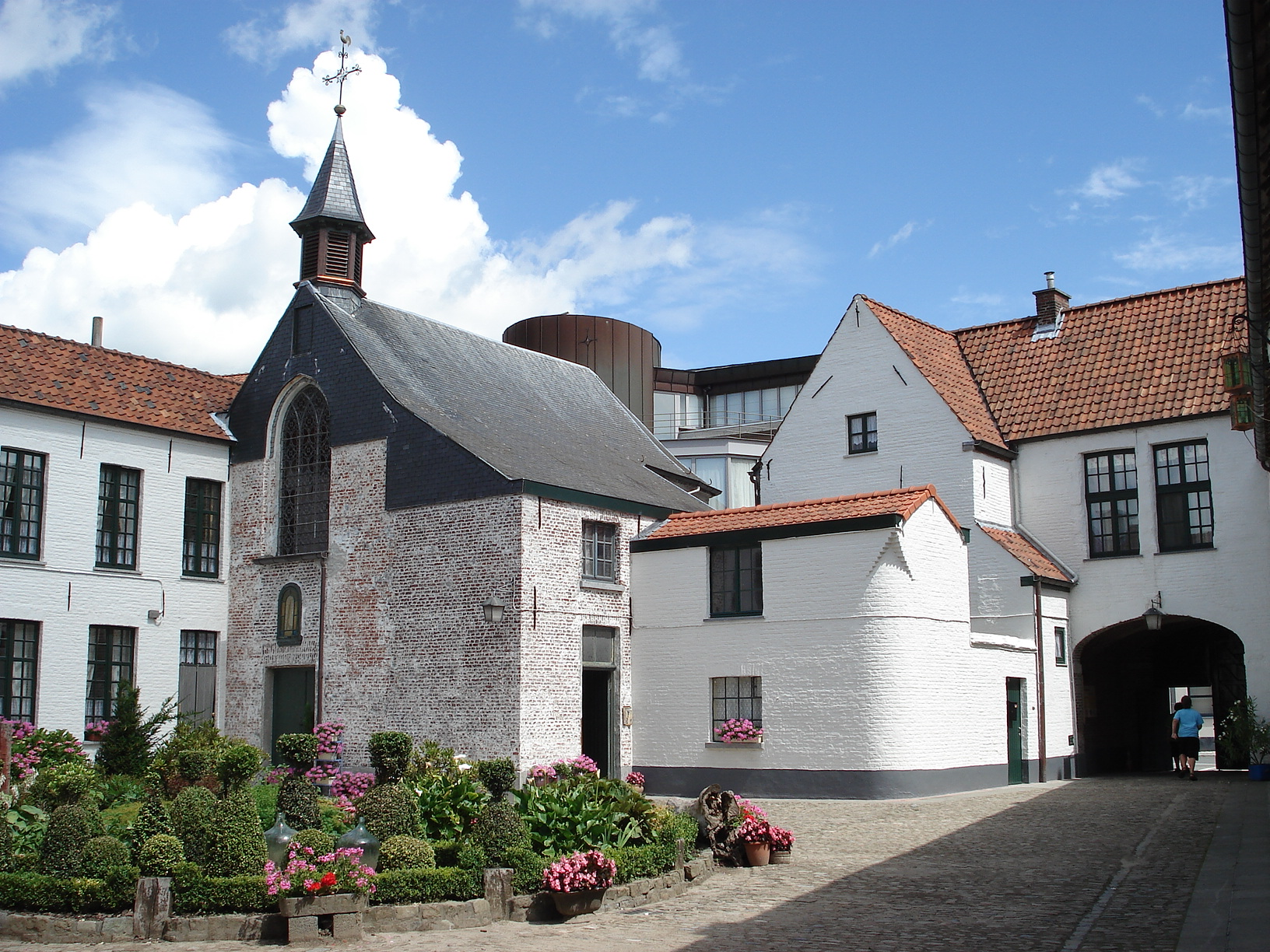
Béguinage d'Audenarde

Perché sur une colline, le duc de Parme, après avoir tenu un conseil de guerre, ordonne de commencer le siège de la ville. Plusieurs maisons sont abattues à la couleuvrine. Les habitants de la ville souffrent également des crues et des fortes pluies. Les parapets sont touchés, et tous les renforcements récents sont immédiatement emportés.
Entretemps, Farnèse ouvre un deuxième front, prenant d'assaut un ravelin devant la porte de Gand. Mais à cause des crues, le ruisseau qui se trouvait devant le ravelin ne peut plus être franchi. Les Espagnols veulent alors utiliser la digue pour traverser. Ils la renforcent pendant la nuit. Du haut des remparts, les défenseurs observent sans riposter, car ils pensent que le duc Parme a ordonné aux soldats de combler les douves. Il est trop tard lorsqu'ils comprennent le but de la manœuvre : les assaillants ont placé des pièces de batterie derrière la digue pour chasser les défenseurs du ravelin, dont les occupants fuient vers la ville. Une fois la ravelin en leur possession, les Espagnols peuvent déployer  leur artillerie lourde contre la ville. Pour pouvoir conquérir le pont, le rempart et la tour adjacents sont bombardés au canon.
Depuis la ville, les défenseurs décident alors de détruire le pont.

### Émeute
Le duc de Parme, pendant ce temps, est confronté à un tout autre problème. Avec l'argent venu d'Espagne, la solde a été distribuée aux soldats comme encouragement pour la bataille. Mais soudain, un esclandre éclate dans l'armée : un groupe de soldats allemands, s'étant procuré une double solde, s'est écarté du reste des soldats. Farnèse, à cheval, accourt, accompagné de son capitaine Rubaes, qui ordonne à ses cavaliers d'encercler complètement le régiment rebelle. Il ordonne alors au supérieur de ce régiment de remettre les deux soldats les plus responsables de l'émeute. Vingt sont finalement désignés, et tous sont pendus sur place.

### Interruption
Après l'émeute, la paix est rétablie dans le camp et le siège peut reprendre. En raison de la prise des ouvrages extérieurs, la ligne de front a été déplacée à la hauteur du canal. Soudain, une sortie féroce est lancée depuis Audenarde, parvenant à tuer plusieurs Allemands et à faire fuir les autres. On raconte que le duc de Parme aurait personnellement pris une pique à un soldat en fuite pour défendre l'entrée du ravelin, jusqu'à ce que des renforts arrivent de tous côtés. Les Audenardois subissent de nombreuses pertes, et l'attaque est repoussée. Parme ordonne aux sapeurs de creuser davantage, de combler les douves et de saper les murs, tandis que les défenseurs d'Audenarde jettent de la paille brûlante, de la poix et du goudron depuis les murs. Les tranchées prennent feu, tuant plusieurs sapeurs. Pendant ce temps, tous les efforts se portent sur la création d'une brèche suffisante dans le mur d'enceinte pour lancer un assaut.
L'armée française d'Anjou tente à plusieurs reprises de secourir la ville, mais elle s'avère trop faible.

### Le miracle de Parme

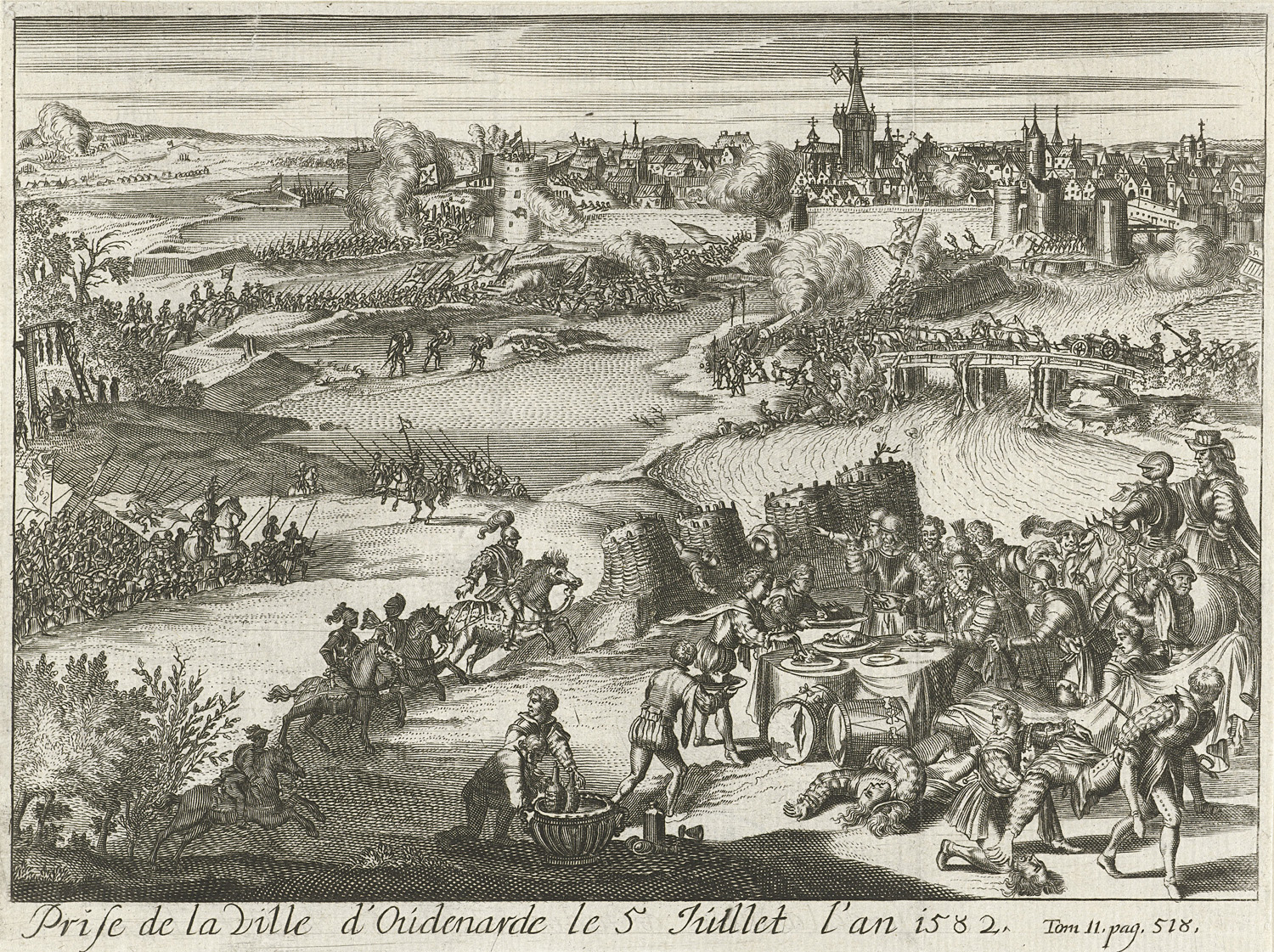
Le miracle de Parme. Dessin fantastique du XVIIe siècle. (Collection : Rijksmuseum Amsterdam)

Alors que le duc de Parme visite les environs de la ville avec Valentin de Pardieu, seigneur de La Motte, pour voir quel serait le meilleur endroit pour placer des canons de batterie pour un tir de brèche, Parme fait dresser un repas pour ses hôtes non loin de la ville, près d'une redoute, afin d'y tenir un conseil de guerre. Parmi les invités, on retrouve La Motte, Rubaes, Arembergh et Montigny. Ils viennent de s'asseoir lorsqu'un jeune capitaine wallon, le baron Lamoral de Licques, demande s'il peut commencer le premier assaut de la ville. À ce moment, un boulet de canon vient arracher la tête du jeune capitaine. Le seigneur de Masny, Nicolas d'Aubermont, perd un œil à cause d'un éclat d'os. Un prévôt du régiment allemand perd la moitié de son visage. D'autres ont le bassin brisé. Les invités sont tous enduits des restes des victimes, et quittent le banquet. Parme reste à table. Il ordonne aux soldats d'enterrer les victimes et d'apporter de nouvelles nappes et de la nourriture. Comme un an plus tôt, lors du siège de Tournai, Parme échappe miraculeusement à un boulet de canon. Mansfeld, inquiet, le supplie d'être un peu plus prudent, mais Farnèse lui répond que personne ne pourrait jamais se vanter d'avoir pu le déloger.
En écho des rumeurs d'une possible émeute, le duc de Parme hâte l'assaut ,.

### Reddition
La majeure partie du mur entre le rempart à côté de la porte et la rondelle s'est maintenant effondrée. Le fossé est comblé par les décombres. Après un long combat acharné, les défenseurs doivent finalement abandonner la porte de la ville. Cependant, au matin, les assaillants découvrent de nouveaux retranchements, avec une palissade en bois en forme de demi-lune hérissée de piques, et, derrière, un remblai de terre surélevé d'un parapet. Au moment où la brèche devient propice à un assaut, les soldats de l'armée espagnole réclament de l'argent, qu'ils finissent par obtenir. Le temps des négociations est mis à profit par les défenseurs d'Audenarde pour refermer la brèche et relever la demi-lune. Néanmoins, la situation commence à devenir désespérée pour Audenarde, et, tant dans la ville que dans l'armée de Parme, on parle de reddition. Dans la ville, les gens veulent avant tout des conditions favorables pour empêcher le pillage de la ville, tandis que les soldats de l'armée de Farnèse espèrent un riche butin. Frederik van de Borcht veut persévérer, car il y a encore assez de nourriture pour soutenir un siège, mais les citoyens ont déposé les armes, et concluent finalement un accord sans lui. Le duc de Parme, en revanche, veut prendre la ville intacte, car sa mère, Marguerite de Parme, y est née. Il n'en demande donc que trente mille florins. En comparaison, il a exigé l'année précédente deux cent mille florins à la ville de Tournai. Il fait immédiatement distribuer l'argent aux soldats. De plus, comme à Tournai, les réformés doivent quitter la ville, vendre leurs biens et être partis dans les trois mois. La garnison quitte la ville avec tous les honneurs de la guerre.

## Conséquences

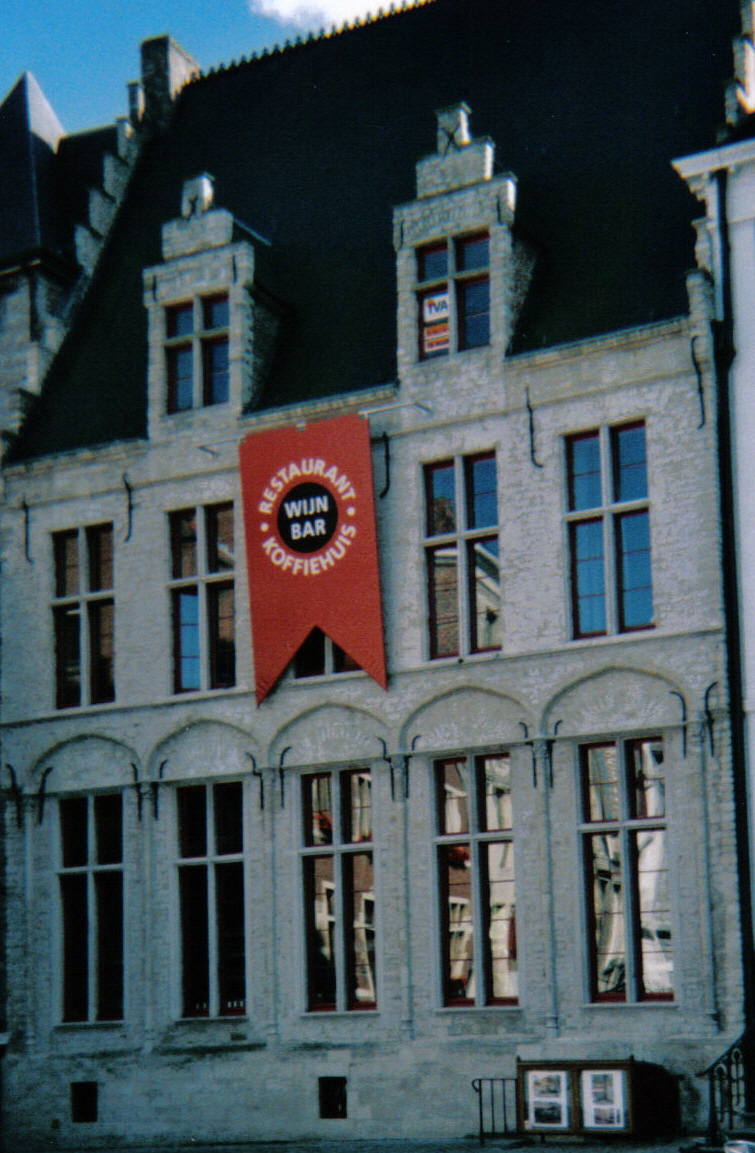
Maison de Parme

Quelques jours après la capitulation, le duc de Parme s'installe dans la ville. Lors d'un service catholique, il prononce un mot de remerciement et nomme Nicolas d'Aubermont, seigneur de Masny, nouveau stathouder. Il place quelques compagnies allemandes et deux compagnies wallonnes dans la ville. Il reste à Audenarde pendant plusieurs jours jusqu'à ce qu'il apprenne la nouvelle de l'arrivée de renforts espagnols et italiens à Luxembourg, et décide de s'y rendre. Cependant, les protestants reçoivent une grâce générale et sont autorisés à continuer à vivre dans la ville, à condition qu'ils jurent allégeance au roi d'Espagne et ne nuisent pas aux catholiques. Probablement peu de gens décident de bénéficier de cette grâce et beaucoup quittent la ville.
Une armée de secours française est toujours en route vers Audenarde. Elle se compose de quinze cents cavaliers allemands ayant auparavant servi sous Charles de Mansfeld et de fantassins français commandés par le comte Rochepot. Elle rencontre l'autre moitié de l'armée de Parme à Bergues le 2 août : après une bataille sanglante faisant de nombreux tués des deux côtés, l'armée de secours française est anéantie.
Audenarde, qui était une ville très prospère, voit un véritable exode : au cours du seul mois d'août 1582, une cinquantaine de familles distinguées calvinistes quittent Audenarde, avec les ouvriers les plus importants dans leur sillage. En conséquence, l'industrie du tissage de tapis d'Audenarde a atteint un niveau historiquement bas.